# Pic de la Serrera
Pic de la Serrera är en bergstopp i Andorra, på gränsen till Frankrike. Den ligger i den norra delen av landet. Toppen på Pic de la Serrera är 2 912 meter över havet.
Pic de la Serrera är den högsta punkten i trakten.
I trakten runt Pic de la Serrera förekommerr i huvudsak kala bergstoppar.